# Vuelo 450 de Inex-Adria Aviopromet
El vuelo 450 de Inex-Adria Aviopromet fue un vuelo chárter internacional desde Tivat, en la República Federativa Socialista de Yugoslavia, hacia Praga, Checoslovaquia, que se estrelló en el suburbio praguense de Suchdol el 30 de octubre de 1975 a las 09:20 horas. El McDonnell Douglas DC-9-32, con 115 pasajeros y 5 tripulantes a bordo, descendió bajo condiciones meteorológicas de vuelo por instrumentos (IMC) por debajo de la altitud mínima de descenso (MDA) durante la aproximación final a la pista 25 del Aeropuerto de Praga-Ruzyně, ingresó a un desfiladero sobre el río Moldava y no pudo ganar altura suficiente para sobrevolar el terreno ascendente. 75 de los 120 ocupantes murieron en el impacto, mientras que otros 4 fallecieron posteriormente en el hospital. El accidente sigue siendo el desastre aéreo más grave ocurrido en el territorio de la actual República Checa.

## Aeronave
El avión involucrado fue un McDonnell Douglas DC-9-32, registrado como YU-AJO, fabricado por McDonnell Douglas en 1971. Estaba equipado con dos motores Pratt & Whitney JT8D-9.

## Accidente

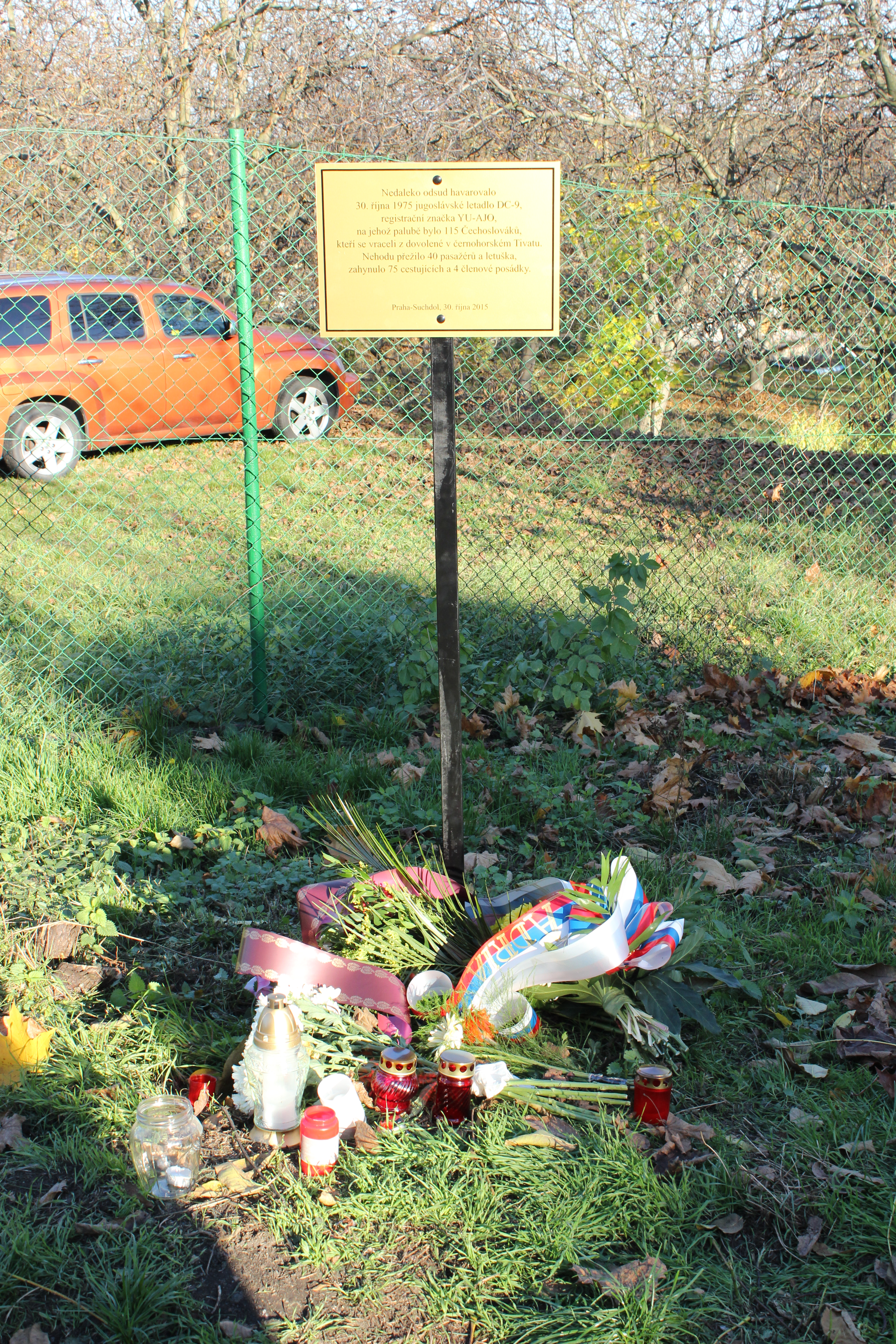
Memorial a las víctimas

El DC-9 era operado por Inex-Adria Aviopromet en un vuelo matutino desde Tivat a Praga con turistas checoslovacos que regresaban de sus vacaciones en el mar Adriático. El capitán Miodrag Marović (40) y el primer oficial Rade Popov (49) realizaron un vuelo sin incidentes y con clima despejado, hasta que iniciaron un procedimiento de aterrizaje publicado sobre la radiofaro no direccional (NDB) PR. El control de tráfico aéreo checoslovaco tomó el control de la aeronave en la frontera a las 09:01. Tras la identificación, la tripulación solicitó información meteorológica. El control informó que la visibilidad total en Praga era de 1,5 metros (0 km) y en la pista 25 (posteriormente conocida como pista 24) solo de 200 metros (656,2 pies). Al mismo tiempo, el control advirtió que tanto el sistema de aterrizaje por instrumentos (ILS) como el radar de aproximación de precisión (PAR) de la pista estaban fuera de servicio: "JP450, ILS y PAR fuera de servicio en pista 25."
El piloto preguntó: "Entiendo, pero ¿qué hacemos ahora?"
El control respondió: "Puede continuar a Praga o desviarse a otro aeropuerto."
"Espere, por favor" – respondió el piloto.
Tras una breve pausa, el piloto dijo: "Entonces, ¿el RVR es de 1.100 metros y el ILS y las luces de aproximación están fuera de servicio?"
Dado que el control nunca mencionó que las luces de aproximación estuvieran fuera de servicio, este mensaje de la tripulación refleja que comenzó a generarse una carga mental por la incertidumbre sobre la situación en el aeropuerto.
El control respondió: "El ILS está fuera de servicio. Las luces de aproximación y las luces de pista están operativas. También hay radiobalizas (NDB) en funcionamiento."
Con esta información, la tripulación decidió proceder según el plan de vuelo al aeropuerto de Ruzyně.
El control volvió a contactar a la tripulación cuando la aeronave estaba a una altitud de 1,5 metros (4,9 pies), aproximándose al NDB PG desde el sureste. Se les indicó continuar hacia el NDB PG y luego al NDB PR, ejecutando el giro estándar publicado. Se autorizó el descenso a 550 metros (1804,5 pies) (la comunicación se realizó en metros) y se proporcionó la presión QFE de 981 hPa. La tripulación del JP450 leyó correctamente las instrucciones. Luego de sobrevolar el NDB PR, iniciaron el procedimiento de aterrizaje publicado. Sin embargo, en algún punto sobre el pueblo de Vodochody, la tripulación omitió inadvertidamente el inicio del giro a la derecha publicado y continuó en un giro más amplio sobre las localidades de Veliká Ves y Kojetice. Luego de completar este giro más amplio de lo previsto, ingresaron en la aproximación final a la pista 25 en condiciones meteorológicas de vuelo por instrumentos (niebla). Sin el apoyo del ILS ni del PAR, la tripulación se enfrentó a una situación difícil y estresante durante la aproximación final. El nivel de hormonas del estrés encontrado en el cuerpo del primer oficial tras la autopsia confirma el nivel de tensión emocional que experimentaron.
Adicionalmente, al ejecutar un giro no estándar, la tripulación posicionó la aeronave hacia el sur (izquierda) del eje de planeo publicado para la aproximación final. Esta desviación horizontal se incrementó progresivamente, y en el punto del impacto era de aproximadamente 0,7 nmi (1,3 km; 0,8 mi).
Durante el giro, el control volvió a advertir sobre la inoperatividad del ILS, repitió la presión QFE del aeropuerto y solicitó confirmación de la aproximación sobre dos NDBs: "JP450, confirme aproximación sobre balizas PR y L."
A las 09:18, el JP450 confirmó: "Entiendo, balizas PR y L."
Esa fue la última transmisión recibida del JP450.
Durante esta comunicación, la aeronave continuó descendiendo por debajo de la altitud autorizada por el control y se desvió horizontalmente del eje de planeo, dirigiéndose directamente hacia un desfiladero en Suchdol, excavado por el río Vltava, y situado por debajo de la elevación del aeropuerto. No existen grabaciones públicas del grabador de voces de cabina (CVR) ni del registrador de datos de vuelo (FDR) que permitan reconstruir de forma creíble las comunicaciones y acciones de la tripulación. Además, algunas fuentes citan el informe oficial según el cual el CVR dejó de grabar unos 15 minutos antes del accidente debido a una cinta magnética corta, por lo que no se dispone de datos sobre la comunicación en cabina durante esta fase crítica del vuelo. Probablemente, la tripulación se dio cuenta de su error al establecer contacto visual con el desfiladero. Seleccionaron máxima potencia, intentando remontar el terreno ascendente, pero ya era demasiado tarde. La aeronave golpeó primero árboles, a 91 metros (298,6 pies) por debajo de la elevación del aeropuerto, luego impactó un edificio y se estrelló en una zona residencial, dejando una estela de restos de 350 metros (1148,3 pies; 382,8 yd). La hora del impacto fue a las 09:20. Teniendo en cuenta la elevación del primer impacto y la última altitud autorizada de 550 metros QFE, la tripulación descendió 641 metros (2103,0 pies) por debajo de la altitud permitida.
A las 09:21, al no recibir reporte de la tripulación, el control llamó:
"450, aquí Praga. Confirme sobre baliza PR."
"JP450, ¿me recibe?"
"450, 450, ¿me escucha?"
"450, transmito a ciegas."
Nunca llegó una respuesta del JP450.
De los 115 pasajeros y 5 tripulantes a bordo, sobrevivieron 40 pasajeros y una auxiliar de vuelo.

## Conclusiones
No existen informes de investigación, transcripciones del CVR ni datos del FDR disponibles públicamente, por lo que las verdaderas causas del accidente solo pueden ser objeto de especulación. Se desconoce:
- Si los instrumentos de navegación y altímetros de la aeronave funcionaban correctamente y si la tripulación los configuró y utilizó adecuadamente,
- Si la comunicación entre la tripulación y el control de tráfico aéreo (ATC) fue clara, precisa y sin malentendidos,
- El estado físico y emocional de la tripulación, así como la calidad de la gestión de recursos de la tripulación (CRM).

El accidente ocurrió debido a que la tripulación descendió por debajo de la altitud mínima de descenso (MDA) publicada y de la altitud aprobada por el ATC. En concreto, teniendo en cuenta el primer punto de impacto, a 91 metros por debajo de la elevación del aeropuerto, y la última altitud aprobada de 550 metros QFE (por encima de la elevación del aeropuerto), la tripulación descendió 641 metros (2100 pies) por debajo de la altitud permitida.
Otros factores contribuyentes al accidente fueron:
- Volar aproximadamente 0,7 millas náuticas (1,3 km) al sur (izquierda) de la senda de planeo publicada sobre los radiobalizas PR y L, lo que llevó a la aeronave directamente hacia la garganta del río, sin lograr sobrevolarla,
- La inoperatividad de los sistemas ILS y PAR del aeropuerto,
- La escasa visibilidad,
- La desorientación espacial de la tripulación.

Teniendo en cuenta todos los hechos conocidos, este accidente puede clasificarse como un caso de Impacto controlado contra el terreno (CFIT).

### Teorías no respaldadas sobre las causas del accidente
Nunca se ha determinado cómo descendió la aeronave 641 metros por debajo de la altitud aprobada por el ATC, y han circulado varias teorías al respecto, la mayoría consideradas erróneas por expertos.
Una de ellas sostiene que la tripulación no ajustó correctamente sus altímetros de acuerdo con las instrucciones del ATC. Sin embargo, la investigación demostró que los altímetros estaban correctamente ajustados, ya que el altímetro encontrado en el lugar del accidente tenía ajustada la presión QFE en 981.
Otra teoría sugería que la tripulación pudo haber confundido altitudes en metros con altitudes en pies. No obstante, la tripulación confirmó varias veces la altitud aprobada, en metros.
Los habitantes de Suchdol promovieron otra teoría, basada en supuestos testimonios de sobrevivientes, que indicaba que la tripulación confundió una vía férrea y una carretera iluminadas, situadas bajo la garganta de Suchdol, con la pista del aeropuerto. Esta teoría se basa en declaraciones de pasajeros cercanos a la cabina, quienes escucharon al piloto anunciar contacto visual con la pista y el inicio del aterrizaje poco antes del impacto. Esta teoría es cuestionable, aunque la desorientación espacial fue un factor contribuyente, ya que una tripulación experimentada, volando en condiciones meteorológicas instrumentales (IMC), no debería confiar en la vista (vuelo visual) y debía basarse exclusivamente en los instrumentos (vuelo por instrumentos). Al estar inoperativos el ILS y el PAR, es posible que la tripulación estuviera buscando intensamente un contacto visual y, por ello, no supervisara adecuadamente los altímetros ni correlacionara la altitud con las instrucciones del ATC y la elevación del aeropuerto.
El informe oficial señala que, durante la inspección de los restos de la cabina, se descubrió que "ambos radiocompases a bordo estaban sintonizados con una sola baliza: PR". Este hecho no explica el incumplimiento de la altitud, pero sí la desviación horizontal respecto de la senda de planeo, y da cuenta de las acciones y cooperación de la tripulación antes del impacto. En una aproximación no precisa, al utilizar dos radiobalizas, la tripulación debió haber sintonizado ambas frecuencias para seguir correctamente el rumbo. Volviendo a la hipótesis de que la tripulación estaba bajo estrés y mentalmente sobrecargada debido a la inoperatividad del ILS y el PAR, es muy probable que se centraran más en buscar referencias visuales externas que en supervisar los instrumentos. Ladislav Keller, entonces piloto civil checoslovaco y experto en accidentes aéreos, apoyó esta afirmación, señalando que la configuración insuficiente de los radiocompases indicaba que la tripulación no se preparó adecuadamente para el aterrizaje, no cooperó eficazmente y no vigiló los instrumentos durante la aproximación final.
Keller dijo: "Si la tripulación hubiera detenido el descenso en la altura de decisión (Comentario del autor del artículo en Wikipedia: el término 'altura de decisión' se usa para aproximaciones precisas, mientras que 'altitud mínima de descenso' se utiliza en aproximaciones no precisas, como la que realizaba el JP450), probablemente no habría ocurrido el accidente, porque el avión habría sobrevolado el umbral de pista a unos 90 metros. Sin embargo, la tripulación descendió hasta una altitud 100 metros por debajo de la elevación del umbral de pista. Esto indica que la tripulación estaba completamente desorientada, no sabía su posición y no vigilaba el altímetro en absoluto. Se presume que el piloto no miraba los instrumentos y estaba mirando hacia el exterior de la cabina."